# Emmanuel Reyes Carmona
Emmanuel Reyes Carmona (29 de junio de 1987) es un mercadólogo y político mexicano, afiliado al Movimiento Regeneración Nacional. Fue diputado federal al Congreso de la Unión por el distrito 13 de Guanajuato de 2018 a 2024. Desde el 5 de septiembre de 2024 es senador de la república al Congreso de la Unión por Lista Nacional. 

## Trayectoria académica
Es licenciado en Mercadotecnia por la Universidad de Guanajuato y licenciado en Derecho por la Universidad Superior Bajío. 

## Trayectoria política
Inició su actividad política como integrante de la corriente Alternativa Democrática Nacional del Partido de la Revolución Democrática, entonces liderada por el senador por el Estado de México Héctor Miguel Bautista López, y en 2011 fue presidente del comité municipal del PRD en el municipio de Villagrán, Guanajuato. 
De 2012 a 2015 fue regidor del ayuntamiento de Villagrán presidido por Rubén Villafuerte Gasca y de 2015 a 2018 secretario particular del presidente municipal de Cortazar, Hugo Estefanía Monroy. En 2018 fue precandidato del PRD a presidente municipal de Villagrán, no logrando la candidatura.
Ese mismo año, fue postulado candidato de diputado federal por la coalición Por México al Frente por el Distrito 13 de Guanajuato, logrando el triunfo y siendo elegido a la LXIV Legislatura que concluyó en 2021. En ella fue secretario de la comisión de Salud; e integrante de las comisiones de Transparencia y anticorrupción; de Vigilancia de la Auditoría Superior de la Federación; de Atención a Grupos Vulnerables; de Comunicaciones y Transportes; de Economía Social y Fomento del Cooperativismo; y, de Presupuesto y Cuenta Pública.
Al ser elegido se integró en el grupo parlamentario del PRD, pero el 19 de febrero de 2019 renunció a su militancia en dicho partido y anunció su incorporación al grupo parlamentario del Movimiento Regeneración Nacional. En las elecciones de 2021 fue postulado a la reelección a la diputación del distrito 13 pero esta vez por la coalición Juntos Hacemos Historia, siendo reelegido en el cargo para la LXV Legislatura de 2021 a 2024. En ésta legislatura es presidente de la comisión de Salud; secretario de la comisión de Infraestructura; e integrante de las comisiones de Vigilancia de la Auditoría Superior de la Federación; de Comunicaciones y Transportes; de Radio y Televisión; y, de Transparencia y Anticorrupción.
En 2023, apoyó la precandidatura presidencial del entonces Secretario de Relaciones Exteriores, Marcelo Ebrard en el proceso interno de Morena, para las elecciones federales de 2024. Candidatura que fue finalmente ganada por la exjefa de gobierno de la Ciudad de México, Claudia Sheinbaum. 
Desde el 5 de septiembre de 2024, se desempeña como senador de la república al Congreso de la Unión por Lista Nacional, siendo el suplente de Marcelo Ebrard al solicitar este licencia indefinida. 

## Controversias
Emmanuel Reyes Carmona es integrante de la Iglesia La Luz del Mundo, lo cual ha generado señalamientos públicos en el contestó de las acusaciones y condena por delitos sexuales del líder de la iglesia Naasón Joaquín García, a quien públicamente ha defendido, rechazando dichas acusaciones; así como presidir la comisión de Salud y haber dado consejos médicos sin ser profesional en dicha área. Los señalamientos públicos por su pertenencia a dicha organización religiosa volvieron a ser notorios cuando el 1 de mayo de 2023 el Instituto Nacional Electoral otorgó registro como asociación política nacional a Humanismo Mexicano, organización presidida por Reyes Carmona, y en que la también se integrarían los diputados y miembros de La Luz del Mundo Hamlet García Almaguer y Favio Castellanos Polanco.